# Toronto (Ohio)
Toronto és una ciutat dels Estats Units a l'estat d'Ohio. Segons el cens del 2000 tenia 5.676 habitants.

## Demografia
Segons el cens del 2000, Toronto tenia 5.676 habitants, 2.452 habitatges, i 1.593 famílies. La densitat de població era de 1.165,7 habitants per km².
Dels 2.452 habitatges en un 28,5% hi vivien nens de menys de 18 anys, en un 49,3% hi vivien parelles casades, en un 12,5% dones solteres, i en un 35% no eren unitats familiars. En el 31,3% dels habitatges hi vivien persones soles el 15,7% de les quals corresponia a persones de 65 anys o més que vivien soles. El nombre mitjà de persones vivint en cada habitatge era de 2,31 i el nombre mitjà de persones que vivien en cada família era de 2,9.
Per edats la població es repartia de la següent manera: un 22,8% tenia menys de 18 anys, un 8% entre 18 i 24, un 26,4% entre 25 i 44, un 24,9% de 45 a 60 i un 17,9% 65 anys o més.
L'edat mediana era de 41 anys. Per cada 100 dones de 18 o més anys hi havia 80,9 homes.
La renda mediana per habitatge era de 30.905 $ i la renda mediana per família de 38.585 $. Els homes tenien una renda mediana de 37.042 $ mentre que les dones 19.405 $. La renda per capita de la població era de 15.761 $. Aproximadament l'11,1% de les famílies i el 13,4% de la població estaven per davall del llindar de pobresa.

## Poblacions properes
El següent diagrama mostra les poblacions més properes.